# Siège de Cognac
 (juillet 2019).
Si vous disposez d'ouvrages ou d'articles de référence ou si vous connaissez des sites web de qualité traitant du thème abordé ici, merci de compléter l'article en donnant les références utiles à sa vérifiabilité et en les liant à la section « Notes et références ».
Fronde
Le siège de Cognac du 15 novembre 1651 est un événement de la Fronde qui opposa les princes révoltés, sous le commandement de Louis II de Bourbon-Condé et du duc François de La Rochefoucauld, face aux troupes royales commandées par le comte Henri de Lorraine-Harcourt, dans la ville de Cognac. L'arrivée du comte d'Harcourt oblige le Prince de Condé à lever le siège.

## Contexte historique
En pleine Fronde des princes, Louis II de Bourbon-Condé s’empara de la ville de Bordeaux d'où il planifie une large campagne visant tout le sud-ouest du royaume. Aidé par les Espagnols qui lui fournissent matériel de siège et troupes, il envoie ses généraux en avant-garde prendre préventivement certains points clés le long de la Charente. Cognac est alors la seule ville fortifiée sécurisant encore les rives de la Charente.
La lettre qu'envoie le comte de Jonzac (lieutenant-gouverneur du roi en Saintonge et maître de la place), encourage le Prince de Condé dans son dessein. En effet celui-ci indécis de la position à adopter face aux événements le prévient que s'il fait seulement mine d'assiéger la cité pour "sauver les apparences", il n'opposerait aucune résistance à sa reddition.
Le duc de La Rochefoucauld et le Prince de Tarente se mettent dès lors en route pour Cognac, afin de faire jonction et prendre possession de cette ville clé, sécurisant ainsi tout l'ouest du pays charentais et ouvrant la voie vers Saint-Jean-d'Angély et La Rochelle. La ville se fortifie à la hâte et bientôt plusieurs nobles fidèles au roi s'y rassemblent pour témoigner leur indéfectible loyauté à la couronne en obligeant le comte de Jonzac de défendre la ville et ne jamais déposer les armes.

## Déroulement
La bataille débute avec de petites escarmouches à quelques lieues de la ville, où un détachement de trente cavaliers cognaçais commandé par le Sieur Desfontenelles, capitaine au régiment de Piedmont repousse les éclaireurs du duc de La Rochefoucauld installé à Lesclopard à 2,5 km de la ville. Le mardi 7 novembre, de La Rochefoucauld paraît devant la ville escorté par 200 cavaliers mais fait face à 70 cavaliers et mousquetaires adverses. De courtes escarmouches éclatent.
Le 8 novembre, les assiégeants opèrent leur jonction et le duc de La Rochefoucauld se rassemble du côté de la porte d'Angoulême avec 1 500 cavaliers et 1 500 hommes à pied. De son côté, le Prince de Tarente arrive avec ses troupes depuis Saintes à la tête de 1 000 cavaliers et 1 500 fantassins. Ces derniers se retirent après avoir subi le feu des défenseurs depuis les murs de la ville. Le 8 novembre, débute le bombardement de la ville ordonné par le duc de La Rochefoucauld.
Le lendemain le 9 novembre, les assiégeants construisent un pont sur la Charente à l'aide d'embarcations, et s'emparent du faubourg du Pont, de l'autre côté. Le vendredi, samedi et dimanche, l'artillerie parvient à endommager la muraille de la porte Saint-Martin. C'est le même samedi que le capitaine Desfontenelles, chef de la défense, est gravement touché par un boulet de canon.
Le lundi 13, une crue du fleuve balaye le pont flottant et isole le maréchal de camp Nort et ses 500 hommes du reste de l'armée assiégeante.
Le mardi 14 novembre arrive de Bordeaux Louis II de Bourbon-Condé qui alors décide de changer de tactique, en se concentrant sur des travaux de sape, sans grand succès. Les assiégeants tentent en vain de rétablir la jonction avec l'avant-garde prise au piège de l'autre côté de la rive le mercredi 15, mais les renforts de l'armée royale menés par le comte d'Harcourt arrivent au même moment.
S'ensuit un assaut décisif des défenseurs qui encerclent rapidement l'avant-garde du maréchal de camp Nort, détruisant des deux côtés les barricades dressées contre eux. Sur les 700 hommes pris au piège, 200 sont tués durant l'attaque et 500 faits prisonniers. L'arrivée des troupes du comte d'Harcourt sauve donc la ville de Cognac qui était néanmoins sur le point de se rendre. Ainsi le mercredi 15 novembre, le Prince de Condé fait lever le siège de la ville.

## Conséquences
La bataille en soi n'eut que de faibles répercussions. Elle n’influença que peu le cours des choses, si ce n'est qu'elle dissuada le Prince de Condé de poursuivre sa campagne vers le Nord, ce dernier préférera se retirer à Tonnay-Charente.
L'échec devant Cognac annonce la future défaite du Prince en Guyenne, ce qui ne l’empêchera pas de prendre le commandement d'une armée rassemblée par le duc de Nemours aux Pays-Bas. À l'inverse, elle initie les futurs succès du comte d'Harcourt dans la région, avec notamment la prise des châteaux d'Ambleville et de Barbezieux.
La ville de Cognac fut elle récompensée pour sa résistance et sa loyauté. Plusieurs défenseurs reçurent des lettres de noblesse, et la ville bénéficiera d'avantages économiques durables (baisse des taxes sur les exportations d'alcools).